# Said Legue
Said William Legue (nacido el 4 de mayo de 1982) es un actor y guionista sueco de ascendencia marroquí.

## Vida y carrera
William Legue es un exfutbolista que por un incidente se dedicó a la carrera de actor tras una lesión. Desde su primera aparición en la pantalla en 2003, su versatilidad ha quedado evidenciada por la variedad de películas y papeles que ha asumido, en obras como Kniven i hjärtat, y la serie SVT El puente. y Hamilton - Men inte om det gäller din dotter. Su formación mixta, además de su dominio del árabe, francés, sueco e inglés, le permite asumir una amplia variedad de roles. Desde sus inicios, Legue ha aparecido en más de 14 películas y 3 escenarios de teatro más grandes. La pasión que Legue tiene por el cine y el teatro se muestra en sus interpretaciones de papeles y también en su forma de trabajar como asesor de guiones. Sus historias han influido tanto en guionistas como en directores y se han mostrado trabajando como consultor de guiones, entre otras cosas, para la serie de televisión Kniven i hjärtat de Agneta Fagerström-Olsson, así como para la producción de SVT Ettor och Nollor escrita por Oskar Söderlund y dirigida por Johan Renck, donde Legue también consiguió uno de los papeles principales, Azad. Ettor och Nollor tuvo su estreno el 9 de febrero de 2014 en SVT pero también un avance el 30 de enero de 2014 en el Festival Internacional de Cine de Gotemburgo (2014).
Además de su actuación, Legue es muy activo en el FC Ibra, un equipo de fútbol sala y también una asociación que tiene como objetivo inspirar, motivar y desarrollar a niños y adolescentes en Suecia. Un nombre importante para el FC Ibra es Zlatan Ibrahimović, quien prestó su nombre y apoya a esta asociación. Legue no sólo está activo dentro del campo sino también fuera de él, ya que visita continuamente escuelas y conoce a jóvenes para difundir esperanza y sueños. Legue es para muchos jóvenes un modelo en bruto y les da la esperanza de que todo es posible si crees en ti mismo.

## Filmografía

### Cine
| Año  | Título                                       | Papel             |
| ---- | -------------------------------------------- | ----------------- |
| 2006 | Ditt Land Mitt Land                          | Mohamed           |
| 2006 | Moment of Clarity                            | Vendedor inglés   |
| 2008 | Morgan Pålsson - världsreporter              | AL Benan          |
| 2009 | Happ                                         | Martin            |
| 2009 | Johan Falk: Leo Gaut                         | Criminal          |
| 2011 | Happy End                                    | Jamal             |
| 2012 | Annika Bengtzon: Nobels testamente           | Policía           |
| 2012 | Hamilton – Men inte om det gäller din dotter | Suleiman Al-Obeid |
| 2012 | Theatre of Hate                              |                   |
| 2014 | Malik                                        | Samir             |
| 2014 | Opus of an Angel                             | Amano             |
| 2014 | Vaskduellen                                  | Barack Obama      |
| 2020 | Angels Fallen                                | Ty                |

### Televisión
| Año  | Título                    | Papel                        |
| ---- | ------------------------- | ---------------------------- |
| 2004 | Kniven i hjärtat          | Chico                        |
| 2004 | Häktet                    | Superintendente de la cárcel |
| 2005 | En fråga om liv eller död | Zino                         |
| 2008 | Gisslan                   | Karim                        |
| 2009 | Johan Falk                | Dani                         |
| 2011 | Bron                      | Navid                        |
| 2014 | Ettor och Nollor          | Azad                         |
| 2020 | Kalifat                   | Omar                         |